# Tumba Olèrdolana

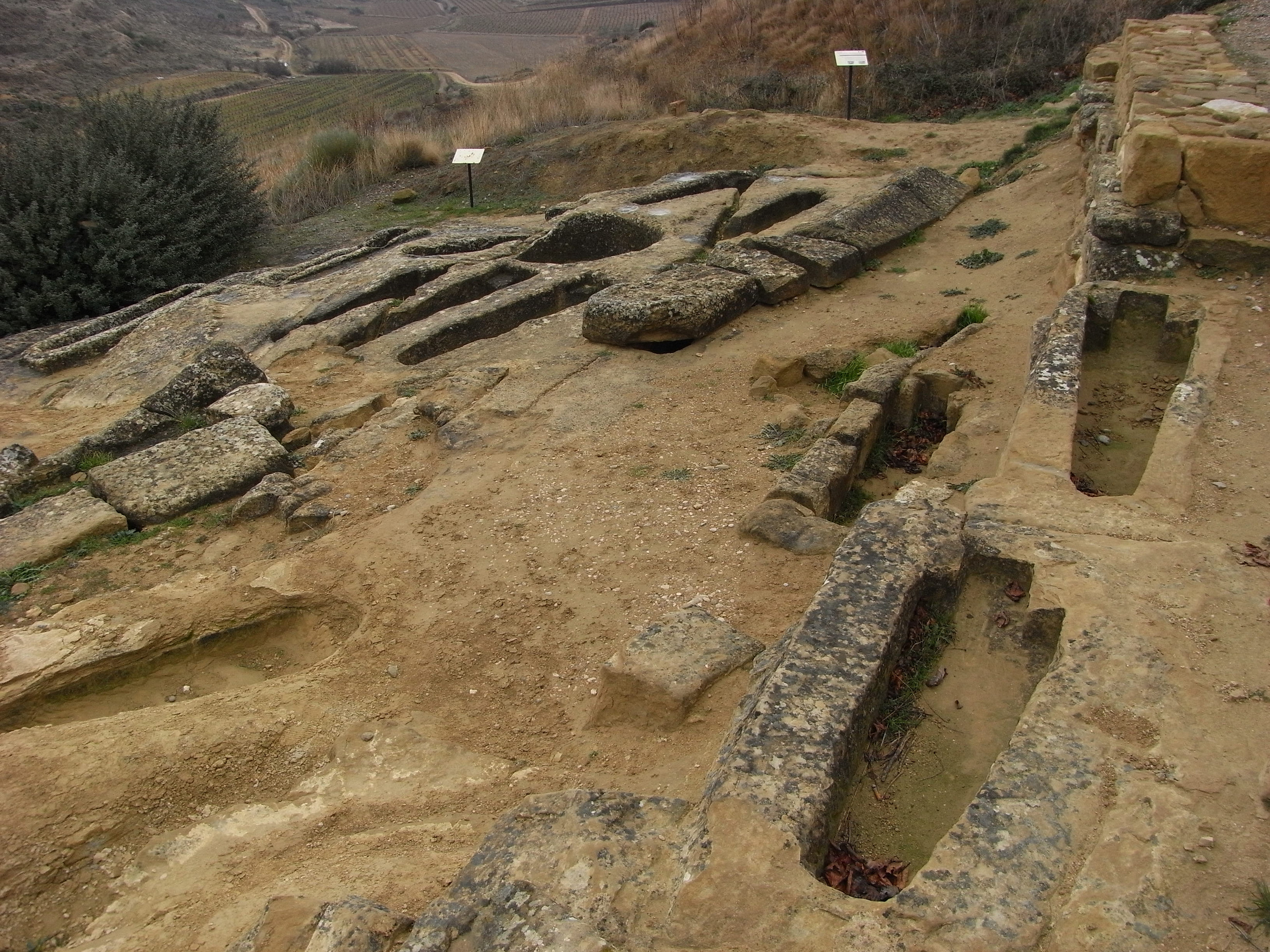
Tumbas Olèrdolana von Santa María de La Piscina

Tumbas Olèrdolana (oder Tumbas antropomórficas) ist der seit dem 19. Jahrhundert übliche Name für zumeist vergesellschaftete, mittelalterliche, in den Fels von Aufschlüssen gehauene Gräber. Aufgrund der großen Anzahl dieser Strukturen in Olèrdola (bei Barcelona) erhielten sie in Spanien den Namen Tumbas Olèrdolana, den Alberto del Castillo, einer der Väter der spanischen Mittelalterarchäologie, populär machte. 

## Beschreibung
Die auch Tumbas rupestres oder Tumbas visigoticas genannten Gräber haben anthropomorphe Form und sind über die Iberische Halbinsel hinaus z. B. in Frankreich (Beaucaire) und England (Felsgräber von Heysham) verbreitet. Trotz diversen Zweifeln an der Chronologie ist heute klar, dass die meisten in der Spätantike und im Mittelalter verwendet wurden.

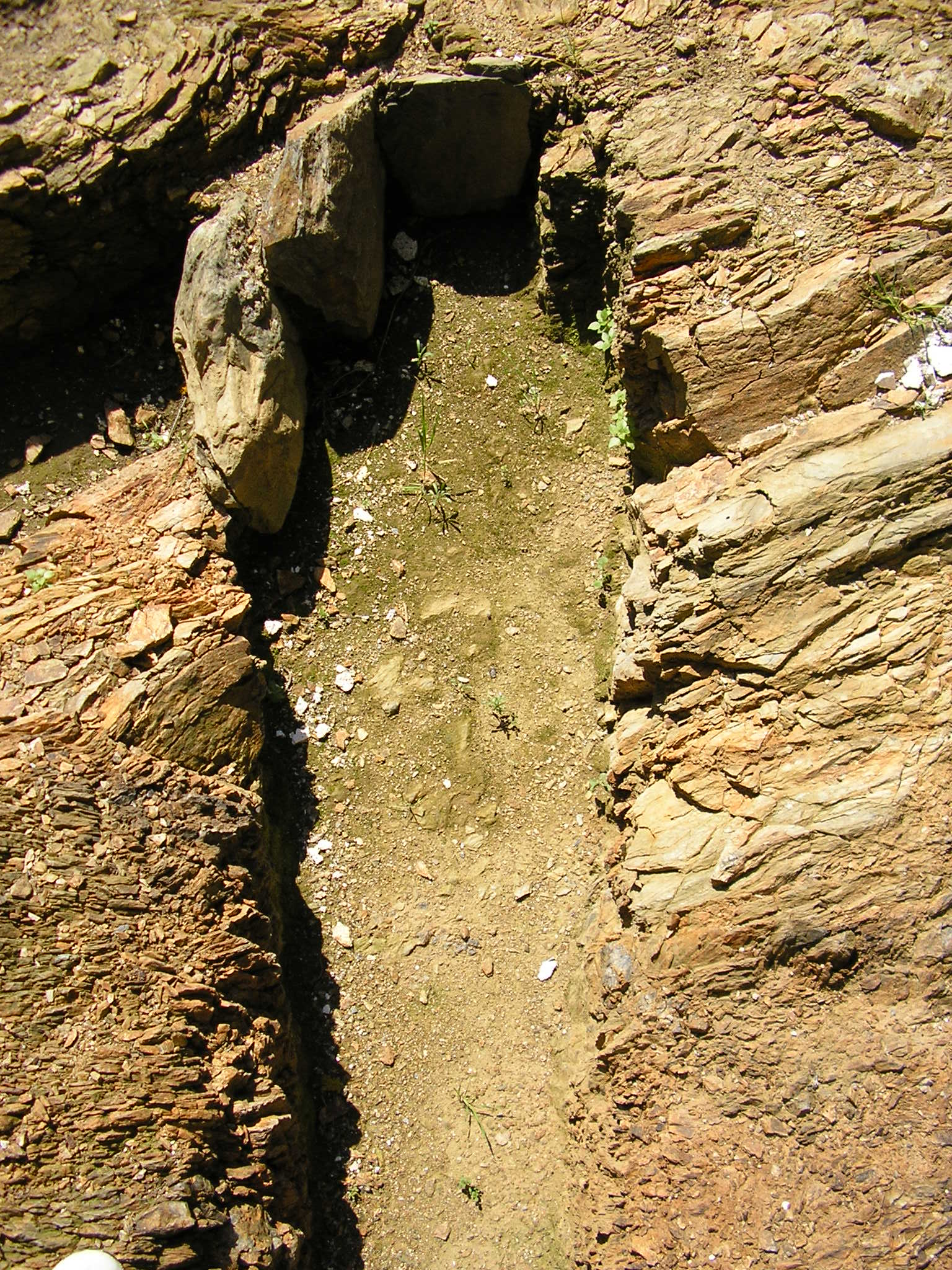
Sant Quirze de Colera
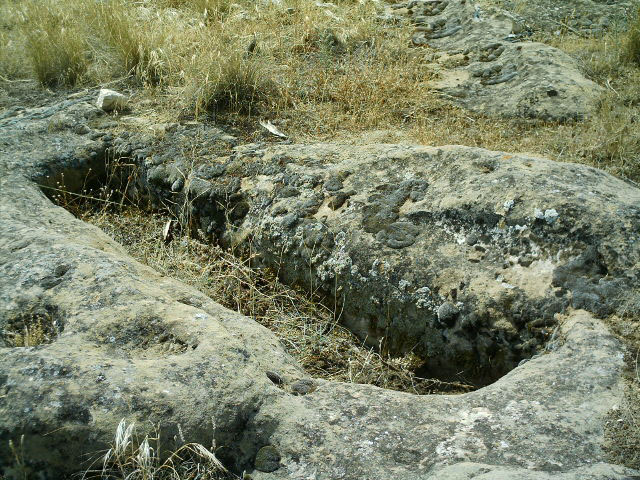
Carrascosa del Campo
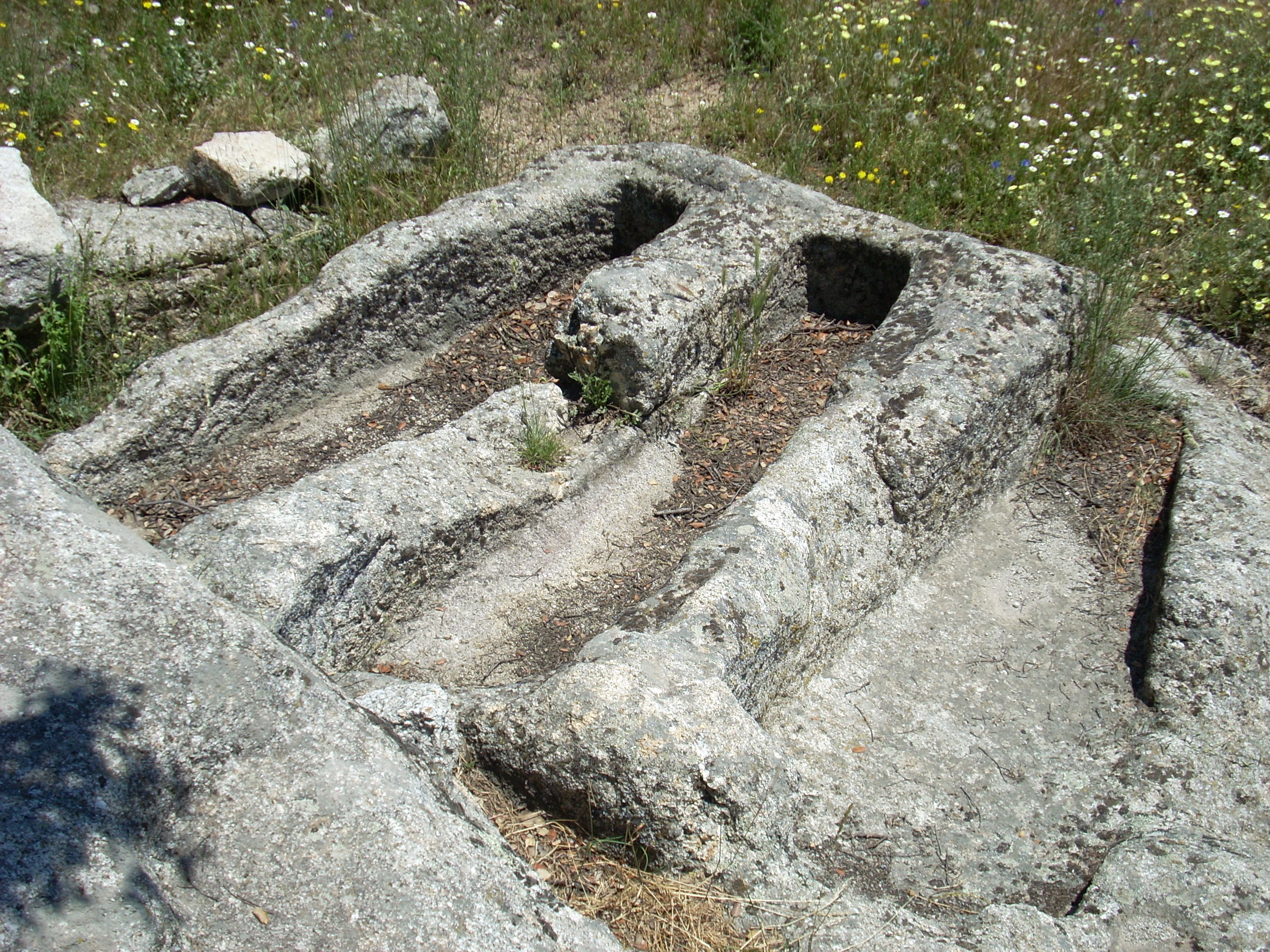
Colmenar Viejo
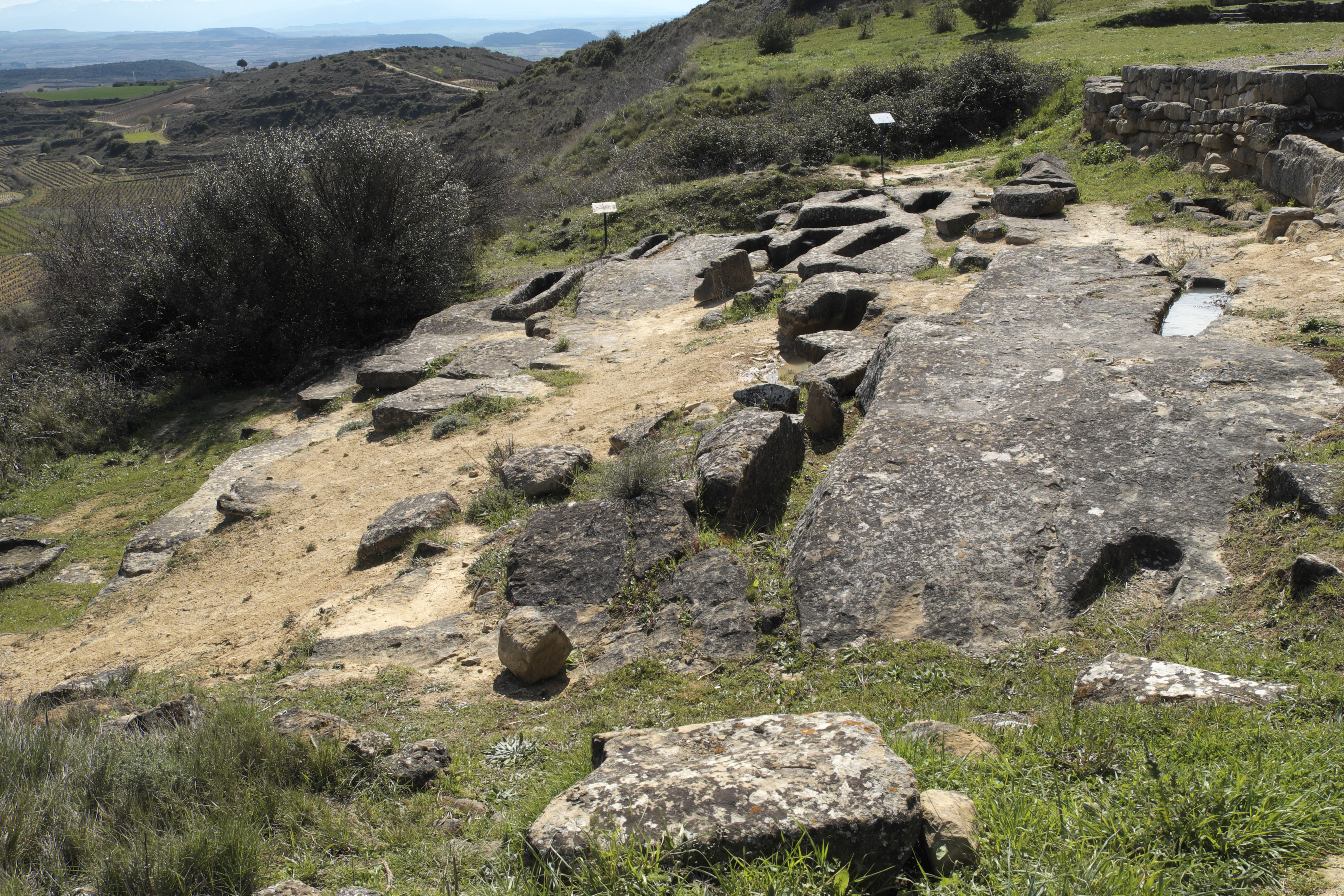
Nekropole von Peciña
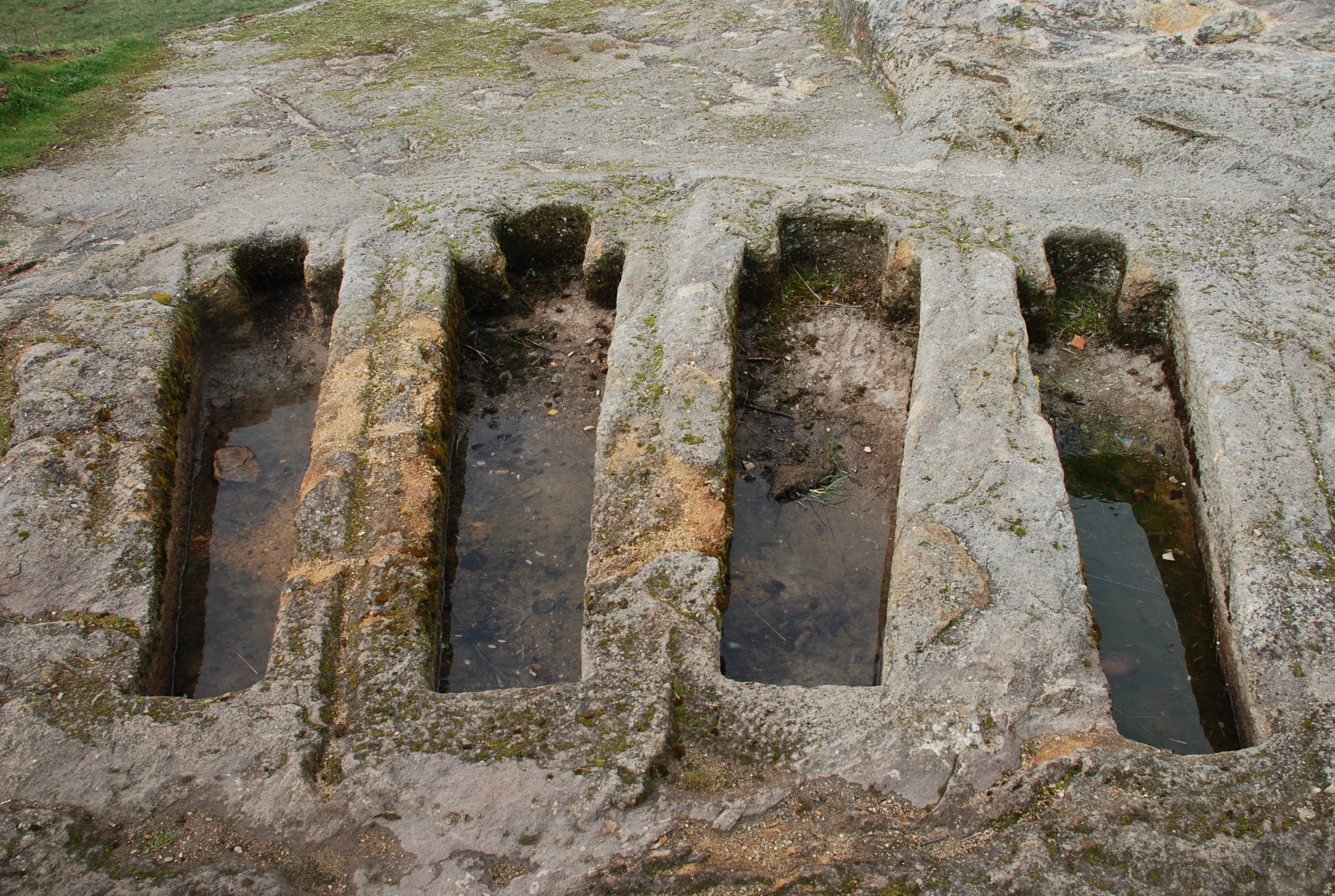
San Vicente
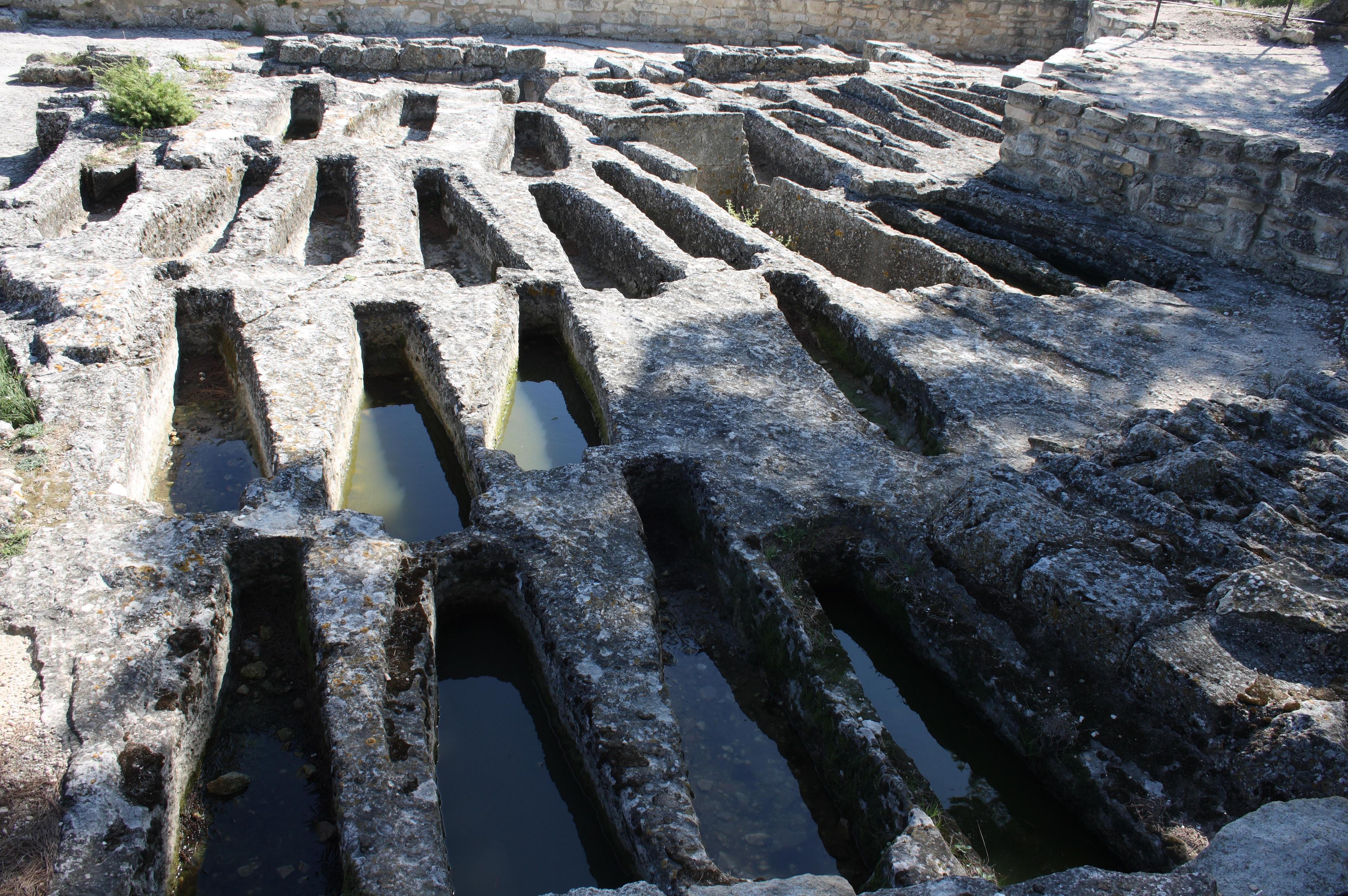
Beaucaire Saint-Roman, Frankreich